# Riechzelle

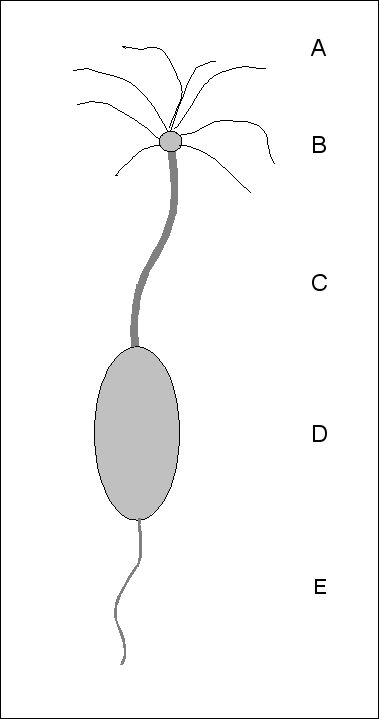
Schema einer Riechzelle
A: Zilien, B: Vesikel, C: Dendrit, D: Soma, E: Neurit.

Riechzellen sind die Sinneszellen des Geruchssinnes. Sie liegen in der Riechschleimhaut als besonderen Regionen der Nasenschleimhaut und sind mit spezifischen Rezeptoren ausgestattet für die Detektion von Geruchsstoffen. Beim Menschen gibt es 200 bis 400 Typen mit unterschiedlichen Geruchsrezeptoren und insgesamt rund 10 Millionen Riechzellen.
Riechzellen sind als primäre Sinneszellen zugleich Nervenzellen. Ihr dendritischer Fortsatz erreicht die schleimbedeckte Epitheloberfläche. Aus seiner bläschenförmigen Auftreibung, Vesicula olfactoria (auch Riechkölbchen genannt), gehen mehrere Zilien hervor, beim Menschen etwa 5–20, die sich parallel zur Oberfläche im Schleim der Riechschleimhaut ausbreiten. Diese Zilien einer Riechzelle tragen eingelagert in ihre Membran jeweils spezifische Rezeptorproteine für die Reizaufnahme.
Nach passendem Kontakt des Moleküls eines Geruchsstoffs mit dem spezifischen Molekül eines Geruchsrezeptorproteins wird schon in den chemosensorischen Zilien der Reiz in ein elektrisches Signal überführt. Diese Signale werden im Zellkörper gesammelt und als Aktionspotentialserien über den Neuriten einer Riechzelle weitergeleitet zum Gehirn, zunächst zu anderen Nervenzellen im Bulbus olfactorius (Riechkolben). Hier bilden die Neuriten eines bestimmten gleichartigen Sensortyps von Riechzellen dann je in einem knäuelartigen Glomerulus olfactorius Synapsen. 
Auf ihrer Strecke dahin passieren die Fortsätze der Riechzellen als Fila olfactoria (Riechfäden) durch feine Löcher des Siebbeins den Schädelknochen; sie sind nicht myelinisiert und haben daher eine geringe Leitungsgeschwindigkeit von etwa 20 cm/s.